# Philiris ignobilis
Philiris ignobilis är en fjärilsart som beskrevs av James John Joicey och Talbot 1916. Philiris ignobilis ingår i släktet Philiris och familjen juvelvingar. Inga underarter finns listade i Catalogue of Life.